# Frank Wilson Blackmar

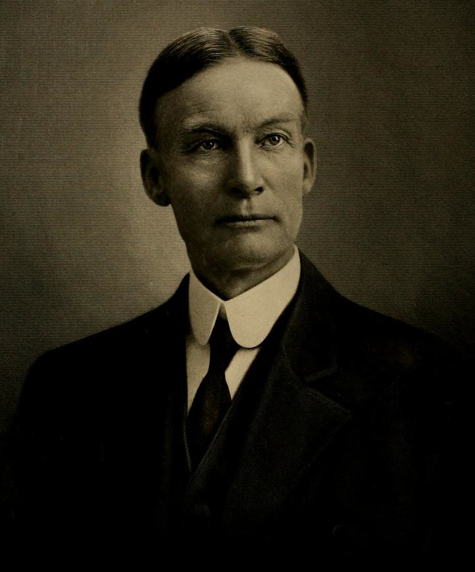
Frank Wilson Blackmar, 1912

Frank Wilson Blackmar (* 3. November 1854 in Springfield, Erie County, Pennsylvania; † 30. März 1931 in Lawrence, Kansas) war ein US-amerikanischer Historiker und Soziologe sowie neunter Präsident der American Sociological Association.
Blackmar begann seine akademische Karriere als Mathematik-Dozent an der University of the Pacific in San Jose, wo er auch studiert hatte. 1886 wechselte er als graduierter Student an die Johns Hopkins University, wo er Geschichte studierte und zum Ph.D. promoviert wurde. 1890 wurde er Professor an der University of Kansas, erst für Geschichte und Soziologie, später für Soziologie und Ökonomie. Von 1912 bis 1929 lehrte er ebendort ausschließlich Soziologie.
Neben seiner Pionierleistung für das Fach Soziologie in Kansas engagierte er sich für die Förderung der Wohlfahrt und des Tierschutzes.

## Schriften (Auswahl)
- Spanish colonization in the Southwest, Baltimore: Johns Hopkins University, 1890
- The study of history, sociology and economics, Topeka: Crane & Co., 1901
- The elements of sociology, New York: The Macmillan company, 1905
- Outlines of sociology, New York: The Macmillan company, 1915.